# Abakanowicz (nazwisko)
Abakanowicz (forma żeńska: Abakanowicz, liczba mnoga: Abakanowiczowie (staropolskie: Abakanowicze)) – polskie nazwisko pochodzenia tatarskiego.

## Etymologia nazwiska
Powstało jako spolszczenie od Abbas+Kanowicz. Za protoplastę rodu uważa się Abul Abbas Fursowicza Krzeczowskiego, używającego przydomka "Kan" (tatarskie khan → mirza). Jego synowie tradycyjnie nazywani byli Abbas Kanowiczami. Już w drugim pokoleniu nazwa ta uległa spolszczeniu do formy współcześnie używanej.

## Rody szlacheckie
Nazwiskiem Abakanowicz posługiwał się ród szlachecki Abakanowiczów herbu Abdank.

## Demografia
Na początku lat 90. XX wieku w Polsce mieszkało 38 osób o tym nazwisku, najwięcej w dawnym województwie: białostockim  – 7, słupskim – 7 i gdańskim – 5. W 2002 roku według bazy PESEL mieszkało w Polsce 20 osób o nazwisku Abakanowicz, najwięcej w Słupsku.